# Atomosia armata
Atomosia armata là một loài ruồi trong họ Asilidae. Atomosia armata được Hermann miêu tả năm 1912. Loài này phân bố ở vùng Tân nhiệt đới.